# 올리버 (모델)
올리버 장(Oliver Jang, 1991년 7월 30일 ~ )은 한국계 미국인 모델이다. 한국어명은 장영우이다. 존스 홉킨스 대학교 잔빌 크리거 문리대학 공중보건과를 졸업하였다.

## 경력
2014년 《GQ》 10월호로 데뷔하였다.

## 출연 작품

### 텔레비전 프로그램
- 《소사이어티 게임》 (2016) - 참가자